# Vestas

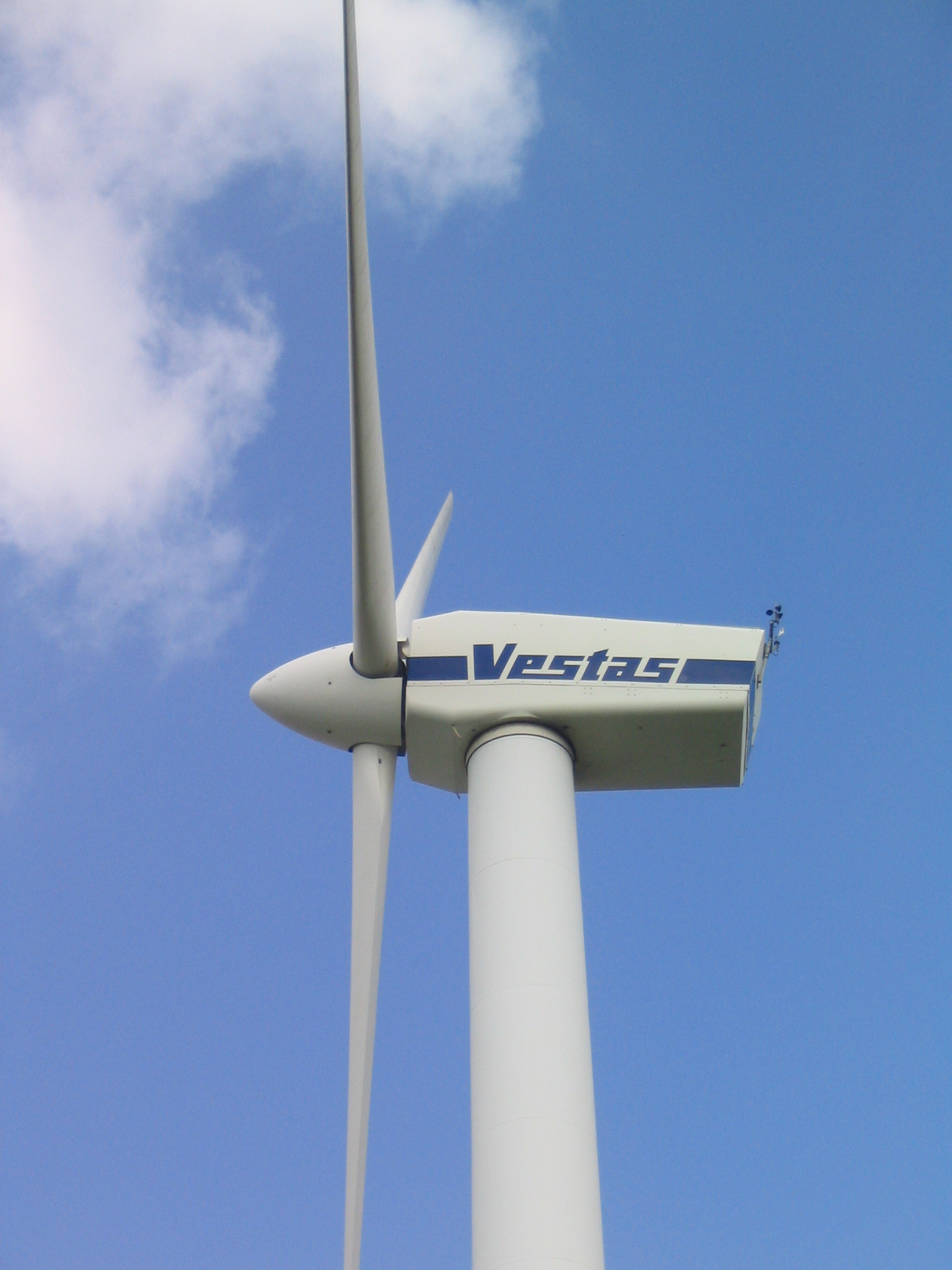
Vindturbin från Vestas

Vestas Wind Systems A/S (Nasdaq Nordic: VWS) är en dansk tillverkare av vindkraftverk för elproduktion. Firman anses som en av världens ledande inom sitt fält och är det största bolaget räknat i antal installerade enheter. År 2010 hade Vestas installerat fler än 41 000 vindkraftverk i 65 länder på fem kontinenter.
Sedan slutet av 1990-talet har koncernen genomgått en stor förändringsprocess, bland annat genom att utveckla teknologin i riktning mot allt större vindkraftverk. Processen kulminerade år 2004 med uppköpet av NEG Micon.
År 2005 tillträdde Ditlev Engel som verkställande direktör. 
Vestas hade problem undan finanskrisen i slutet av 00-talet; ledningen meddelade i april 2009 att man skulle avskeda 1.900 medarbetare varav 1.275 i Danmark. Även under 2010 genomförde Vestas en stor avskedsrunda, när 3.000 medarbetare, varav 2.000 i Danmark, blev uppsagda den 26 oktober. Samtidigt meddelades att produktionen i Rudkøbing, Nakskov och Skagen skulle läggas ned. Detta ses i Danmark som en katastrof för glesbygdsområdena i landet. I början av 2012 avsåg man att avisera "signifikanta förändringar" av bolagets struktur.

## Historik
År 1898 grundade H.S. Hansen en smedja i Lem vid Ringkøbing. Han var initiativrik och drog igång en varierad produktion. År 1928 systematiserades produktionen av ramar till stålfönster för industribyggnader. 
Efter andra världskriget etablerade grundarens son, Peder Hansen, VEstjysk STålteknik A/S, förkortat Vestas. Firman tillverkade i början främst hushållsmaskiner, men efter några få år också jordbruksmaskiner, med export från 1950-talet. Sortimentet utvidgades under 1960-talet med hydrauliska kranar, och dessa utökade exportandelen, så att nästan hela produktionen gick på export, i upp mot 65 länder.
Oljekrisen under 1970-talet gav nya idéer, och man började blicka mot alternativ energi i form av vindkraftverk. Det första verket från fabriken kom på marknaden år 1979. År 1986 tvingades Vestas till ekonomisk rekonstruktion, efter att statlig subvention av vindkraftverk i Kalifornien avskaffats.
Redan 1987 återetablerades Vestas och koncernen producerade härefter enbart vindkraftverk. År 1989 blev de sista 100 verken i Vestas vid den tiden största vindkraftverkspark i Danmark satt i drift. Verken hade serietillverkats, hade pitchreglering och mikroprocessor, vilket blev standard under de kommande åren. Företaget hade ordentlig vind i seglen och fick år 1991 en omsättningstillväxt på 35%. Framgångarna skedde också på internationella marknader som Tyskland och Storbritannien och det etablerades samarbeten med företag i bland annat Spanien. 
Företaget byggde en ny fabrik i Videbæk och en vingfabrik i Nakskov. Vestas övertog också andra företag, bland annat Vølund Stålteknik och Cotas Computer Technology.
Samarbetet i Spanien gav år 2000 den fram till dess största enskilda ordern någonsin, då det skulle byggas 1.800 vindkraftverk till ett spanskt energibolag. Ett annat stort projekt var världens fram till dess största havsbaserade vindkraftspark, på Horns Rev utanför Esbjerg. Allt eftersom byggdes det nya fabriker utanför Danmark, bl.a. i Skottland, Tyskland, Kina och Australien.
År 2004 fusionerades Vestas med den danska vindkraftverksproducenten NEG Micon och blev genom detta världens största företag i branschen. Omsättningen och antalet anställda fortsatte att stiga, så att det år 2009 fanns över 20.000 personer i hela koncernen. Vestas undslapp dock inte finanskrisen och det betydde massuppsägningar i april 2009, då totalt 1.900 personer sades upp.